# 桦榭中国
桦榭中国是一家致力于提供多媒体平台的整合创意营销服务公司。

## 历史
创立于1988年，2011年12月19日， 赫斯特国际集团完成对于桦榭中国的收购。